# Phiditia
Phiditia este un gen de molii din familia Phiditiidae descris de Möschler în 1883.

## Taxonomie
Genul a fost plasat în subfamilia Lymantriidae de Allan Watson, David Stephen Fletcher și I. W. B. Nye în 1980. Mai târziu a fost transferat în Apatelodidae de Joël Minet în 1986. Minet l-a plasat ulterior într-o nouă subfamilie Phiditiinae, care a fost elevată la nivel de familie în 2011.

## Specii
- Phiditia cuprea (Kaye, 1901)
- Phiditia diores (Cramer, 1775)
- Phiditia lucernaria (Walker, 1866)
- Phiditia maculosa Dognin, 1916
- Phiditia minor Schaus, 1924
- Phiditia scriptigera (Dognin, 1916)